# DSO Budějovicko-Sever
DSO Budějovicko-Sever je zájmové sdružení obcí dle § 20 odst. 2 a 3 zák. č. 40/1964 Sb., občanského zákoníku v okresu České Budějovice, jeho sídlem je Borek a jeho cílem je společný postup při ochraně životního prostředí, koordinace investičních akcí a územních plánů, slaďování zájmů a činností místních samospráv, správa společného majetku sdružení, propagace sdružení a jeho území. Sdružuje celkem 14 obcí a byl založen v roce 2001. Obce mikroregionu Budějovicko-Sever jsou zároveň členy Místní akční skupiny Hlubocko - Lišovsko.

## Obce sdružené v mikroregionu
- Adamov
- Borek
- Hlincová Hora
- Hrdějovice
- Hosín
- Hluboká nad Vltavou
- Hůry
- Chotýčany
- Libníč
- Rudolfov
- Ševětín
- Úsilné
- Vitín
- Vráto